# Charles R. Cross
Charles R. Cross, född 1957 i Seattle, Washington, död 9 augusti 2024, var en amerikansk författare och musikjournalist.